# Барнетт, Кортни
Кортни Мельба Барнетт (англ. Courtney Melba Barnett; род. 3 ноября 1987) — австралийская певица, гитаристка и автор песен из Мельбурна. Известная своими незамысловатыми текстами и невозмутимой манерой пения, она привлекла внимание музыкальной прессы США и Великобритании в октябре 2013 года, когда певица выступила на шоу CMJ Music Marathon. Музыкальный журнал Rolling Stone и газета The New York Times отзывались о Барнетт как о выдающейся исполнительнице.
23 марта 2015 года вышел дебютный полноформатный альбом Кортни — Sometimes I Sit and Think, and Sometimes I Just Sit.

## Карьера
В 2010—2011 годах Барнетт играла в мельбурнской гранж-группе Rapid Transit в качестве второго гитариста. Коллектив записал одноимённый альбом, который вышел в формате компакт-кассеты.
Между 2011 и 2013 гг. Барнетт была участником психоделик/кантри группы Immigrant Union, основанной Брентом Дебоером (The Dandy Warhols) и Бобом Харроу. Наряду с обязанностями вокалиста Барнетт сыграла на слайд-гитаре во втором студийном альбоме проекта — Anyway. Позже Дебоер играл в дебютном мини-альбоме Кортни.
В 2012 году Барнетт открыла свой собственный лейбл Milk! Records и выпустила там свой дебютный мини-альбом I’ve Got a Friend called Emily Ferris, который получил положительные отзывы музыкальных критиков Австралии.
В 2013 году Барнетт играла в дебютном альбоме певицы Джен Клохер In Blood Memory, который также был выпущен на лейбле Milk! Records.
Барнетт получила международное признание критиков в 2013 году с выходом второго мини-альбома How to Carve a Carrot into a Rose. Сингл с этого EP «Avant Gardener» был назван журналом Pitchfork Media «лучшей новой песней 2013 года».
Позднее оба мини-альбома были объединены в двойной релиз The Double EP: A Sea of Split Peas, международный выпуск которого состоялся 20 мая 2013 года на лейбле House Anxiety/Marathon Artists. Музыкальный блог Stereogum назвал эту комплитацию «альбомом недели». Выпущенный тогда же с этого сборника сингл «History Eraser» был номинирован Песню года APRA Music Awards.
В сентябре 2014 года, лейбл Milk! Records выпустил сборник/EP, A Pair of Pears (with Shadows), на 10 дюймовом белом виниле после краудсорсинговой кампании в июле того же года. Данный мини-альбом содержал песню «Pickles from the Jar», которая заняла 51 место в австралийском чарте Triple J's Hottest 100 for 2014.
30 января 2015 года Барнетт анонсировала подробную информацию о грядущем полноформатном альбоме, который был записан ещё в августе 2014 года и содержал два сингла: «Pedestrian at Best» и «Depreston». На обе песни были сняты музыкальные видеоклипы. В съёмке музыкального видео к песне «Pedestrian at Best» приняли участие Джен Клохер и Дэйви Лейн. Дебютный студийный альбом Кортни — Sometimes I Sit and Think, and Sometimes I Just Sit был выпущен 23 марта 2015 года и сопровождался американскими гастролями.
Дэн Ласкомб из группы The Drones часто играл на гитаре на концертах Кортни и отметился в треке  «How to Carve a Carrot into a Rose» и в альбоме «Sometimes I Sit and Think, and Sometimes I Just Sit», одновременно став его сопродюсером. Во время отсутствия Ласкомба группа выступает в формате трио, а роль гитариста на себя берёт сама Барнетт. Во время туров 2015 года на своей странице в Фейсбуке Барнетт назвала группу «CB3».

## Аккомпанирующая группа
| - Боунс Слоан — бас-гитара, бэк-вокал - Дэйв Муди — ударные | - Пит Конвери — бас-гитара - Алекс Хемилтон — гитара - Алекс Френсис — гитара - Дэн Лускомбе (также играет в группе The Drones) — гитара - Медлайн Дюк — вокал |

## Личная жизнь

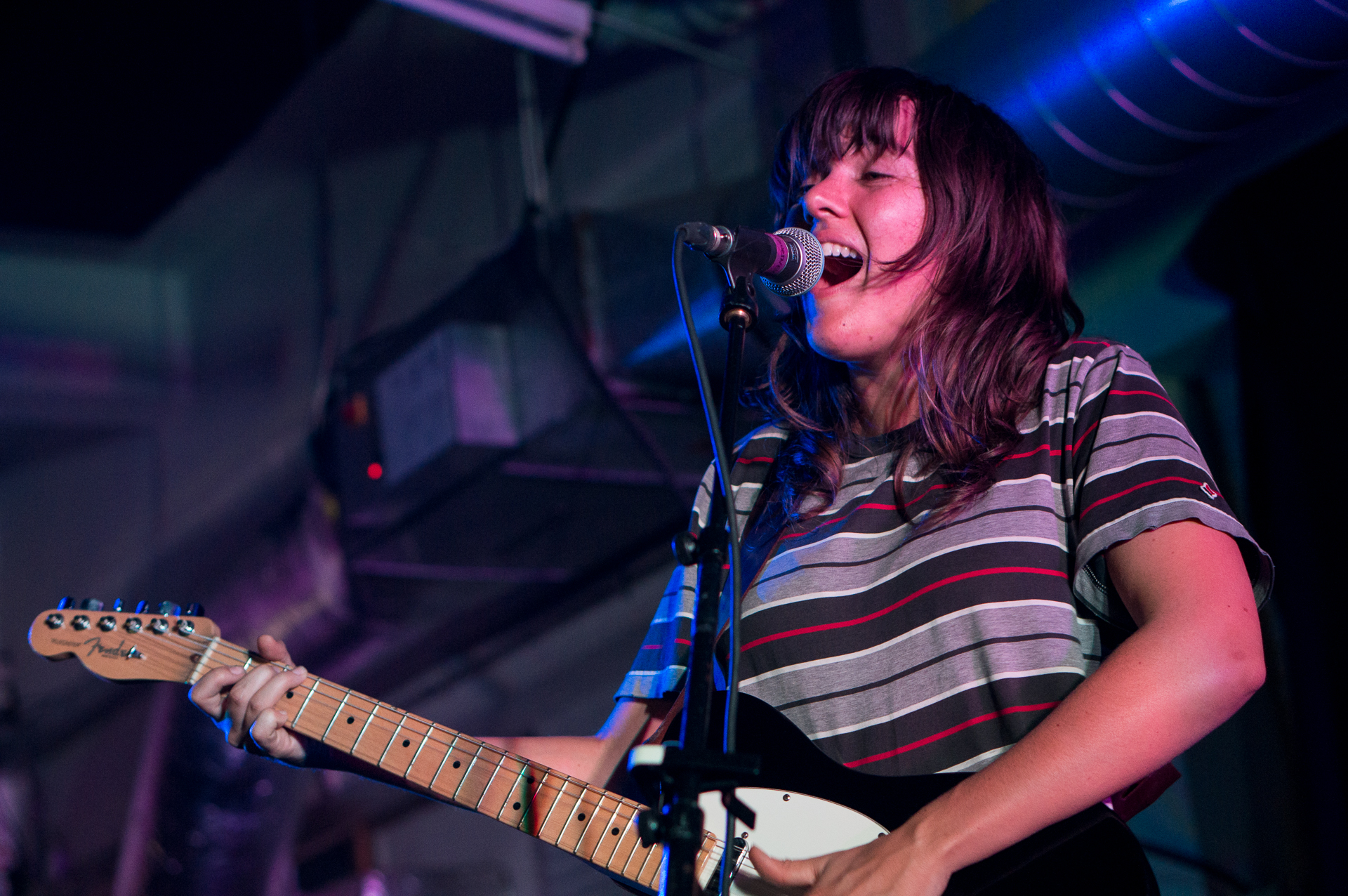

Родилась и выросла в Нотерн Бичес в Сиднее. Когда ей было 16 лет, её семья перебралась из Сиднея в Хобарт, где она пошла учиться в Тасманийский университет. Выросшая под влиянием американских групп, она открыла для себя творчество австралийских исполнителей Даррена Хэнлона и Дэна Келли, которые вдохновили её начать писать песни. Является открытой лесбиянкой; в настоящее время Кортни проживает в Мельбурне вместе со своим партнёром Джен Клохер. Они вместе с 2011 года.
Является левшой.

## Дискография

### Студийный альбом
| Название                                            | История релиза | Позиция в чартах | Позиция в чартах | Позиция в чартах | Позиция в чартах | Позиция в чартах | Позиция в чартах |
| Название                                            | История релиза | AUS              | IRE              | NLD              | NZ               | UK               | US               |
| --------------------------------------------------- | --- | ---------------- | ---------------- | ---------------- | ---------------- | ---------------- | ---------------- |
| Sometimes I Sit and Think, and Sometimes I Just Sit | - Выпущен: 20 марта 2015 - Лейбл: Milk!, Marathon, House Anxiety, Mom + Pop - Формат: винил, CD, цифровая дистрибуция | 4                | 28               | 26               | 19               | 16               | 20               |

### EP
| Год  | Название                              | Формат               | Дата выпуска    | Лейбл                                                        |
| 2012 | I’ve Got a Friend Called Emily Ferris | CD/Digital           | 2 апреля 2011   | Milk! Records                                                |
| 2013 | How to Carve a Carrot into a Rose     | CD/Digital           | 15 октября 2013 | Milk! Records                                                |
| 2013 | The Double EP: A Sea of Split Peas    | 12" vinyl CD/Digital | 20 мая 2013     | Milk! Records Marathon Artists House Anxiety Mom + Pop Music |

### Синглы
- «Avant Gardener» — Milk!/Marathon Artists/V2 (19 марта 2013)[25]
- «History Eraser» — Milk!/Marathon Artists/V2 (14 октября 2013)[26]
- «Pedestrian at Best» — Milk!/Marathon Artists/V2 (16 февраля 2015)[27]
- «Dead Fox» — Milk!/Marathon Artists/V2 (11 мая 2015)[28]
- «Nobody Really Cares If You Don’t Go To The Party» — Milk!/Marathon Artists/V2 (7 августа 2015)[29]